# いっぱしマン
『いっぱしマン』は、高口里純による日本の漫画作品である。
『花とゆめ』（白泉社）1984年11号に読み切りとして掲載された。以後『いっぱしマン外伝 PART1』が1984年13号に、『いっぱしマン外伝 PART2』が1984年14号に、『元祖!いっぱしマン』が1984年20号に掲載された。
1985年に花とゆめコミックスで単行本化され、1992年にあすかコミックスで再度、再編集され単行本化された。

## あらすじ
いっぱしマン
大日本鉄道は赤字解消の為、一駅に一人、鉄道芸人を作ろうとした。大日本鉄道トーホグ線ウチノミヤ駅では、見た目が派手な鉄道員、坂本万丸が駅長から鉄道芸人に見込まれた。お金の好きな坂本万丸は、普通の鉄道員よりも給料が高くなる鉄道芸人になろうと決意する。早速ウチノミヤ駅駅長は、芸能番組「ベストヒット大日本鉄道」に坂本万丸を出演させた。そこで「いっぱしマンのテーマ」を熱唱した坂本万丸に多数のファンが付き、ウチノミヤ駅には各地から坂本万丸に切符を切って貰いたがる乗客が急増した。派手な鉄道芸人生活を満喫している坂本万丸に、娘の保育園から呼び出し状が届く。
いっぱしマン外伝 PART1
大学受験を控えた高校3年生の坂本万丸は、線を結ぶ問題以外を不得意としていた。母には派手な進路を希望され、父からは地味な進路を希望されていた。担任教師の烈津郷の進路指導で、どちらを選ぶか決断を迫られた。そんな折、坂本万丸は花魁姿の派手な女性、品川玉蘭と出逢う。品川玉蘭は、高校卒業後すぐに就職する男子と結婚するため、相手を求めさすらっていた。「就職」の意味を知らなかった坂本万丸は、烈津郷に相談に行く。烈津郷は坂本家のバランスを考察し、容姿も性質も派手な品川玉蘭との結婚が、坂本万丸にピッタリな進路だと断言。品川玉蘭に会いに行く坂本万丸だったが、品川玉蘭はすでに旅立っていた。坂本万丸は彼女を追う。
いっぱしマン外伝 PART2

元祖!いっぱしマン

## 登場人物
坂本 万丸（さかもと まんまる）
ウチノミヤ駅に勤務する23歳の鉄道員。容姿は派手だが性格は地味。妻に離婚され、2人の娘と3人で暮らしている。お金が好き。その容姿ゆえに、普通の鉄道員の業務をこなしているだけで女性達から黄色い悲鳴が上がる。お金が欲しいので鉄道芸人になろうとするが、地味な性格で鉄道芸人が務まるかと思案する。しかし「ベストヒット大日本鉄道」への出演で鉄道芸人への道に目覚め、派手な生活をこなしてゆく。ところが、派手な生活が娘達に変化を与えて行き、娘達の将来のため、鉄道芸人としての進退が迫られた。
はるか
坂本万丸の娘、3歳。将来、卓球の選手を目指しているだけあって良く見抜く。「父は地味の金好き」と見抜いている。鉄道員の子なので、一度敷かれたレールに乗ると容易な方向転換はきかない。
かなた
坂本万丸の娘、1歳。おとなしく、ノリが良い。
ウチノミヤ駅駅長
坂本万丸を鉄道芸人にし、ウチノミヤ駅のメジャー化を企む。坂本万丸の鉄道芸人としての人気上昇にともない、オーサカのカンチョー線からの特急列車の必要性を認識する。
坂本万丸の母
『いっぱしマン外伝 PART1』性質は派手だが顔は地味。坂本万丸をとても派手な大学に進めたがっていた。
坂本万丸の父
『いっぱしマン外伝 PART1』性質も顔も地味。妻の地味な顔と息子の地味な性質を愛する。坂本万丸をとても地味な大学に進めたがっていた。
烈津 郷（れっつ ごう）
『いっぱしマン外伝 PART1』高校3年生時の坂本万丸の担任教師。大学の進路を、坂本万丸の派手な容姿で選ぶか、地味な性質で選ぶか、決断を迫った。
品川 玉蘭（しながわ たまらん）
『いっぱしマン外伝 PART1』

## 書誌情報
- 花とゆめコミックス（白泉社）、1985年3月発売、ISBN 4-592-11735-2
- あすかコミックス（角川書店）、1992年1月発売、ISBN 4-04-924270-2